# Stiphra tuberculata
Stiphra tuberculata är en insektsart som beskrevs av Brunner von Wattenwyl 1890. Stiphra tuberculata ingår i släktet Stiphra och familjen Proscopiidae. Inga underarter finns listade i Catalogue of Life.